# Mamercus Aemilius Mamercinus
Mamercus Aemilius Mamercinus was een Romeins politicus ten tijde van de Romeinse Republiek. In 438 v.Chr. was hij consulair tribuun en in 437, 434 en 426 v.Chr. was hij dictator.
Aemilius Mamercinus was lid van de gens Aemilia, een van de vijf gentes maiores, de belangrijkste patricische families van Rome. In 446 v.Chr. werd hij samen met Lucius Valerius Poplicola Potitus tot quaestor gekozen en in 438 v.Chr. was hij één van de consulaire tribunen.
In 437 v.Chr. liep de Romeinse kolonie Fidenae over naar de Veientes en werd Aemilius Mamercinus tot dictator benoemd. Hij koos Lucius Quinctius Cincinnatus, een van de andere consulaire tribunen van het jaar daarvoor, als zijn magister equitum. De Etrusken werden verslagen en Aemilius Mamercinus kreeg in Rome een triomftocht.
In 434 v.Chr. werd hij vanwege de hernieuwde Etruskische dreiging voor de tweede keer tot dictator gekozen. Hij benoemde Aulus Postumius Tubertus tot zijn magister equitum, maar toen bleek dat de Veientes de hernieuwde confrontatie met Rome niet steunden bleef een nieuwe oorlog uit. Aemilius Mamercinus besloot daarom zijn imperium te gebruiken om de macht van de censors in te perken. Deze werden voor vijf jaar benoemd, terwijl de andere magistraten voor één jaar benoemd werden. Middels de lex Aemilia de censura minuenda bracht Aemilius Mamercinus deze termijn terug tot 18 maanden.
In 426 v.Chr. werd hij nadat de Romeinen door de Veientes waren verslagen voor de derde keer tot dictator benoemd. Zijn magister equitum was Aulus Cornelius Cossus en ze wisten de Etrusken te verslaan, hun kamp in te nemen alsook de stad Fidenae.